# 布德 (哈爾科夫州)

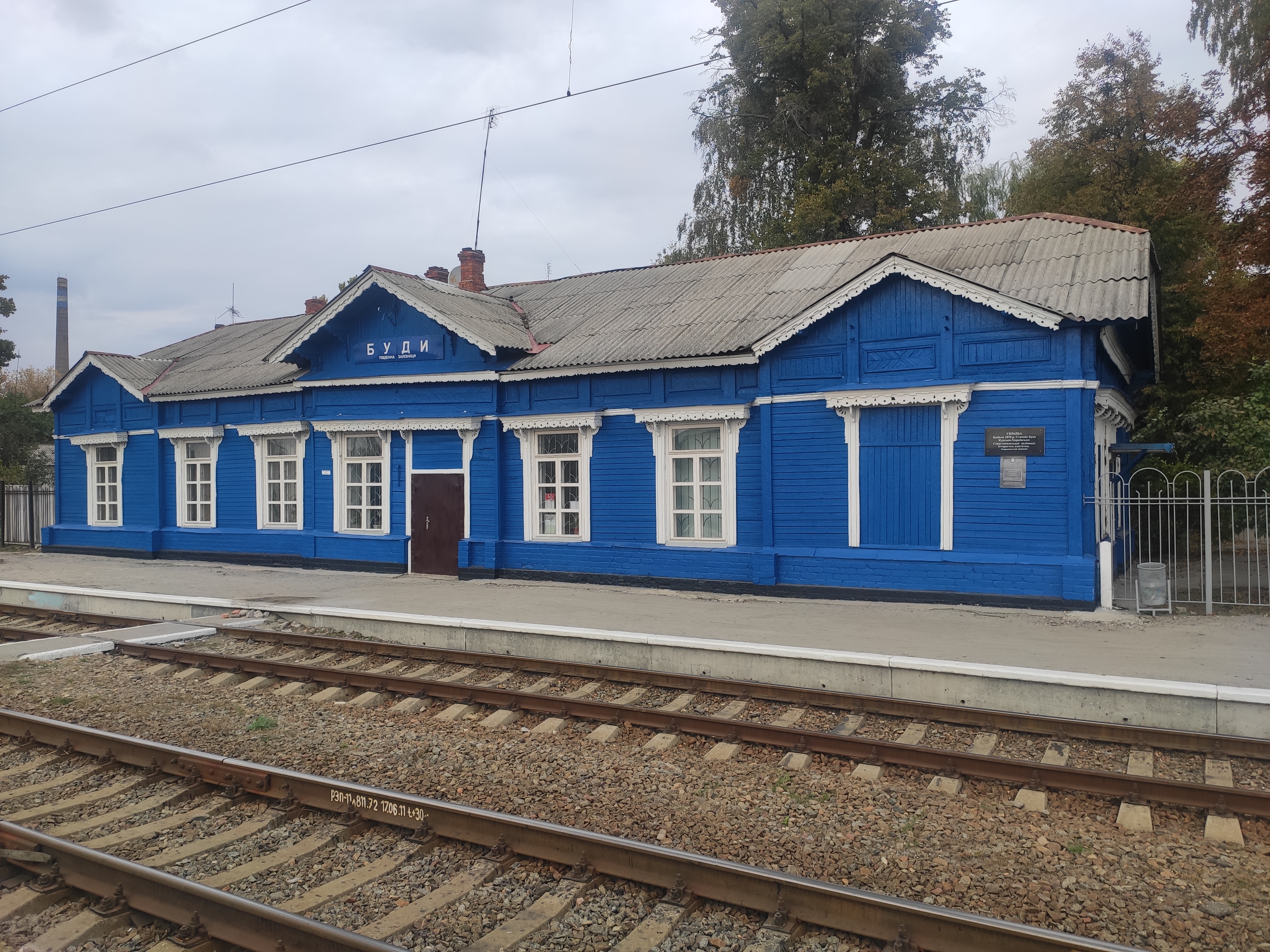
火车站

布德（羅馬化：Budy）是烏克蘭東部哈爾科夫州哈爾科夫區皮夫登内市镇内的鎮。距離哈爾科夫26公里，面積4.84平方公里，海拔高度119米，2014年人口6,915，人口密度每平方公里1,428.7人。